# Athénée communal Fernand Blum
Pour les articles homonymes, voir Athénée.
L'athénée communal Fernand Blum est un établissement scolaire bruxellois (à Schaerbeek) construit au début du XXe siècle .

## Histoire
L'école doit son nom à Fernand Blum, alors échevin de l'enseignement, qui participa activement à son élaboration, et est aujourd'hui constituée de deux implantations: l'une avenue Ernest Renan et l'autre à l'avenue de Roodebeek, toutes deux à Schaerbeek (Bruxelles). On y dispense l'enseignement secondaire général.
L'A.F.B. a été créé à l'initiative d'Albert Bergé, professeur de chimie à l'ULB et échevin de l'instruction publique de 1909 à 1915. Celui qu'on appelle aussi l'Athénée communal de Schaerbeek était le quatrième de l'agglomération, après Bruxelles, Ixelles et Saint-Gilles. Il s'installa d'abord rue des Coteaux, puis rue des Palais, avant de s'établir définitivement avenue Renan. C'est en 1951 que l'athénée prit le nom du bourgmestre Fernand Blum. En 1972, l'école investit également à l'avenue de Roodebeek en ouvrant une section mixte dans le bâtiment de l'ancienne école 11, où se donnaient déjà les cours préparatoires à l'Athénée lui-même.
Ce groupe scolaire de Roodebeek est situé dans le quartier Linthout, en pleine expansion au début du XXe siècle. Les plans d'Henri Jacobs sont approuvés par la commune en août 1906 et les premiers bâtiments inaugurés le 6 avril 1913. Elle doit abriter les écoles primaires jumelles n° 11 et 13 prévues respectivement pour les filles et les garçons.
À l’entrée, la façade en pierre se distingue des maisons voisines par l’ampleur de son portail surmonté d’un fronton gravé du nom de l’école entouré de rinceaux. La maison du directeur est située à droite d’une des entrées de l’école. Elle a fait l’objet d’un traitement distinct de la part de l’architecte.
L’école est entièrement construite à l’abri de la circulation, à l’intérieur de l’îlot. Une cour arborée précède les bâtiments de briques polychromes formant motifs, de pierre bleue et laissent abondamment pénétrer la lumière par de vastes fenêtres rectangulaires. Des classes ne sont disposées que sur un côté du préau qui est ainsi éclairé non seulement par la verrière zénithale mais par les grandes baies qui garnissent l’un de ses longs côtés, comme rue Rodenbach. Les façades du côté cour font toutes l’objet d’un traitement décoratif distinct. Au sol, le pavement dessine une rose des vents avec la direction des principales villes. Le petit côté face à l’entrée est orné d’une fresque de Langaskens. Les luminaires sont d’origine.
L'implantation "Renan" quant à elle a été inaugurée le 18 septembre 1932.
La section maternelle et primaire de l'athénée communal Fernand Blum s'appelle école Gaston Williot.
Les écoles communales n°11 et 13 ont été classées en date du 25 septembre 2008.
- Accès école avenue de Roodebeek : tram 7 et 25 arrêt Diamant ou bus 28 et 79 arrêt Victor Hugo
- Accès école avenue Ernest Renan : tram 7 arrêt Louis Bertrand ou bus 59 arrêt Ernest Laude ou bus 66 arrêt Crossing

## Étudiants célèbres de cet établissement scolaire
- Frank Andriat, auteur pour adolescents et enseignant à l'AFB
- Frédéric Baal, écrivain
- John Bartier, historien et professeur à l'ULB
- Gil Bartholeyns, historien, écrivain et maître de conférence à l'Université de Lille
- Alain Berenboom, avocat, écrivain et professeur à l'ULB.
- Philippe Biltiau, Président de la Solvay Business School (ULB)
- Jacques Crickillon, poète et romancier,  de l’Académie Royale de langue et de littérature de Belgique
- Armand De Decker qui y a préparé sa carrière politique et sa Présidence du Sénat
- Jacques De Decker, journaliste et écrivain, secrétaire perpétuel de l'Académie de langue et de littérature françaises de Belgique
- Jo Delahaut, artiste-peintre
- Paul Delsemme, auteur et philologue, membre de l'académie royale de langue et de littérature de Belgique
- André Delvaux qui y a longuement enseigné avant d’y tourner avec sa classe son premier film
- André Devyver, auteur et historien, il restera comme le traducteur en français de l'œuvre fondatrice de l'ethnologue Bronislaw Malinowski, "Les argonautes du Pacifique Occidental"
- André-Paul Duchâteau, qui y a écrit et y a situé son premier roman policier,
- Francis Duriau qui y a étudié avant de devenir le Bourgmestre de Schaerbeek
- André Doms, poète
- Pierre Gaspard, physicien, professeur à l'ULB et professeur invité dans diverses universités dont Cambridge et Paris, il a notamment reçu le Prix Francqui en 2006
- Max Guilmot, égyptologue et professeur à l'Université d'État de Californie (campus San José), a longtemps enseigné à l'athénée
- Yves Hanchar, cinéaste
- Alain Hutchinson, membre du Parlement européen
- André Lamy, imitateur et humoriste belge
- Boris Lehman, cinéaste et photographe,
- Albert-André Lheureux, homme de théâtre (L'Esprit frappeur)
- Marcel Liebman, historien et professeur à l'ULB
- Adolphe Nysenholc, philosophe, écrivain, auteur dramatique, enseignant à l'ULB
- Frank Pé, dessinateur de bandes dessinées
- Michel Praet, membre du cabinet du Président du Conseil Européen chargé notamment des questions R&D, biotechnologie, innovation, politique de l'Espace et culture
- Dr Georges Primo qui y a acquis les bases qui le conduiront à l’ULB et à l’accomplissement de la première transplantation cardiaque
- Adrien Tsilogiannis, compositeur